# Mahamadou N'Diaye
Mahamadou Bamba N'Diaye (Dakar, 21 giugno 1990) è un calciatore senegalese naturalizzato maliano, difensore dell'Eclaron Valcourt.

## Caratteristiche tecniche
Gioca come difensore centrale. Preciso e veloce nei contrasti riuscendo spesso ad anticipare gli avversari.  Ottima elevazione e buon colpitore di testa in difesa.

## Palmarès

### Club

#### Competizioni nazionali
- Ligue 2: 1

Troyes: 2014-2015